# Famille Çandarlı
Pour les articles homonymes, voir Çandarlı.

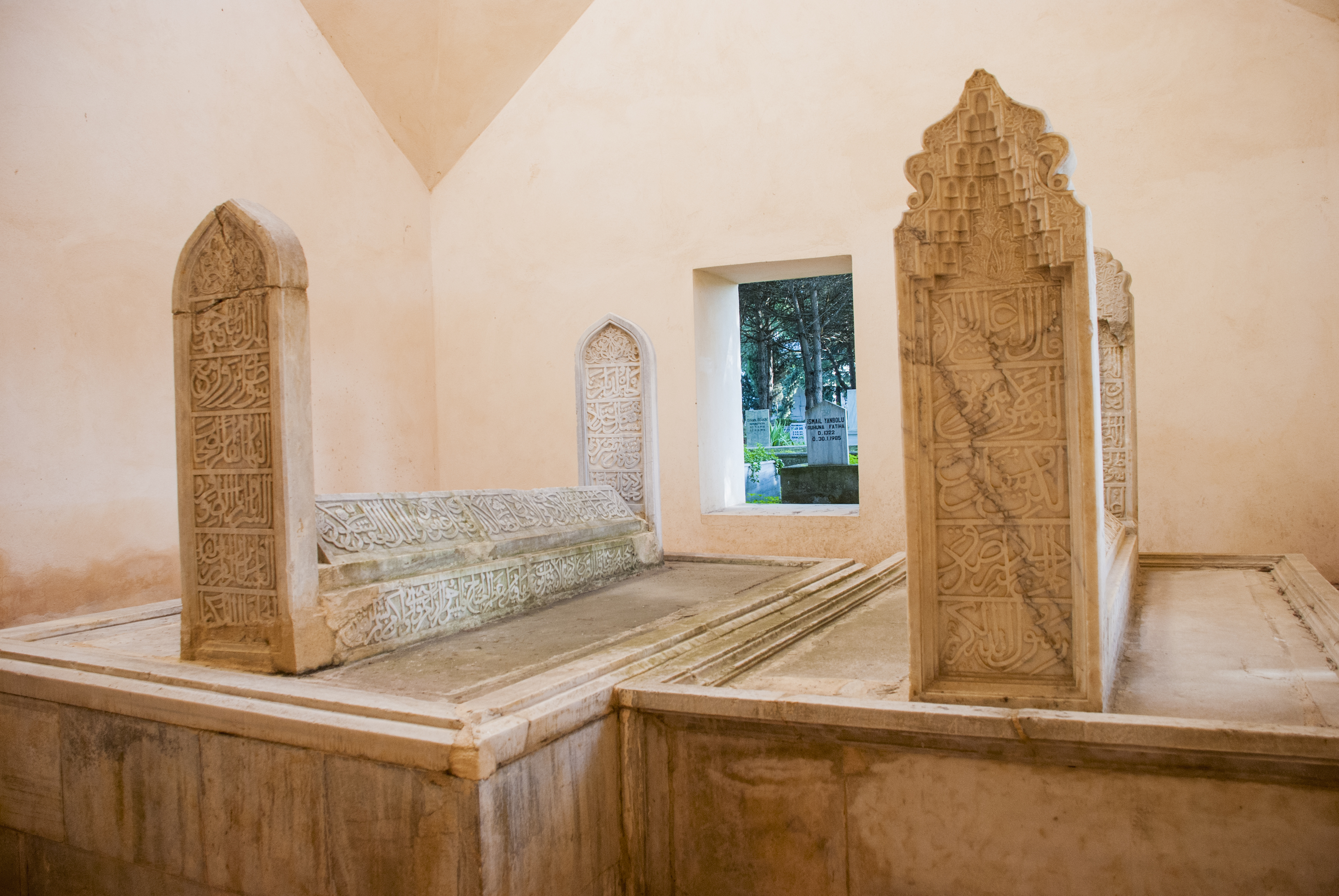
Tombes de Çandarlı Kara Halil Pacha et de son fils à İznik.

La famille Çandarlı est une famille d'hommes d’État ottomans qui a fourni plusieurs grands vizirs et autres dirigeants aux XIVe et XVe siècles. Originaires du village de Çandar (aujourd'hui Cendere près d'Eskişehir), ils accèdent au pouvoir avec Kara Halil, grand vizir du sultan Mourad Ier de 1364 à 1387. Trois de ses descendants dirigent le gouvernement ottoman après lui : Çandarlı Ali Pacha (en) de 1387 à 1406,
Çandarlı Ibrahim Pacha l'Ancien de 1421 à 1429 et Çandarlı Halil Hayreddin Pacha de 1439 à 1453, sous les sultans Mourad II et Mehmed II. Il participe à la prise de Constantinople en 1453 mais Mehmed II, le soupçonnant d'avoir négocié en secret avec les Byzantins, le fait exécuter : c'est le premier grand vizir ottoman condamné à mort.
Après lui, la famille exerce encore des fonctions officielles sans jamais retrouver sa suprématie. Çandarlı Ibrahim Pacha le Jeune (en) fait construire le château fort de Çandarlı, à qui il donne son nom, dans l'actuelle province d'İzmir sur le site de la ville antique de Pitane. Il est le tuteur du futur sultan Bajazet II et exerce les fonctions de grand vizir en 1498-1499 mais il est tué à la bataille de Zonchio (en) contre les Vénitiens. L'éclipse des Çandarlı après 1453 est la conséquence de la montée d'une nouvelle classe de dirigeants issus de l’esclavage, plus dociles au sultan que ceux issus des grandes familles turques.